# John Gotti
John Joseph Gotti Jr. (født 7. oktober 1940, død 10. juni 2002) var en amerikansk gangster, mafiaboss og leder af den kriminelle organisation Gambino-familien i New York City. Han gav ordre til og medvirkede i tilrettelæggelsen af drabet på Gambino-familiens leder Paul Castellano i december 1985 og overtog ledelsen af "familien" kort efter, og blev derved leder af det der på daværende tidspunkt blev anset som den mest magtfulde kriminelle organisation i USA.
Gotti og hans brødre voksede op i fattigdom og valgte en kriminel løbebane i en tidlig alder. Gotti blev hurtigt en af de bedst indtjenende i Gambino-familien. Med udgangspunkt i bydelen Ozone Park i Queens i New York City steg han hurtigt i rang til "underboss" i Gambino-familien. Efter FBI rejste tiltale mod en række medlemmer af Gottis bande for narkohandel, frygtede Gotti, at Castellano ville likvidere Gotti og Gottis bror, da salg af narko stred mod familiens uskrevne regler. Som følge af Gottis frygt og en stigende utilfredshed med Castellanos lederskab organiserede Gotti likvideringen af Castellano.
Gotti blev en af de mest magtfulde og agressive forbrydere i USA. Han blev i sin storhedstid kendt for sin udadvendte personlighed og flamboyante livsstil, som dele af den amerikanske offentlighed satte pris på. Hvor de fleste andre mafiamedlemmer forsøgte at undgå opmærksomhed, blev  
Gotti kendt som "The Dapper Don" (~ “Den velklædte Don / Den nydelige Don”) som følge af hans dyre jakkesæt og personlighed foran tv-kameraerne. Han fik senere også tilnavnet "The Teflon Don" efter at være frifundet i tre højt profilerede straffesager i 1980’erne. Det viste sig dog senere, at frifindelserne skete som følge af, at jurymedlemmer var blevet bestukket og vidner truet. Politi og anklagemyndighed fortsatte dog med at indsamle bevismateriale mod Gotti, der på et tidspunkt tjente mellem 5 og 20 millioner dollars om året på sine kriminelle aktiviteter.
Gottis underboss, Salvatore "Sammy the Bull" Gravano, besluttede i 1991 at hjælpe FBI med at fremskaffe bevismateriale mod Gotti og at vidne mod ham. FBI havde spillet en lydoptagelse fra en aflytning af Gotti, hvor han udtalte sig negativt om Gravano og satte dem begge i forbindelse med flere likvideringer. Gotti blev i 1992 dømt for fem drab, medvirken til drab, racketeering, skattesvig, ulovlig spillevirksomhed, afpresning og åger. Han blev idømt fængsel på livstid. Han døde i fængslet af strubekræft den 10. juni 2002. Den tidligere underbos i Lucchese-familien Anthony "Gaspipe" Casso udtalte senere, at "det som John Gotti gjorde, var begyndelsen til enden af Cosa Nostra".